# Суперкубок Лівану з футболу
Суперкубок Лівану з футболу (араб. كأس السوبر اللبناني) — одноматчевий турнір, у якому грають володар кубка Лівану і чемпіон попереднього сезону. У випадку, якщо кубок і чемпіонат виграла одна команда, то в суперкубку грають перша і друга команди чемпіонату.

## Розіграші
| Рік     | Переможець           | Рахунок              | Фіналіст             |
| ------- | -------------------- | -------------------- | -------------------- |
| 1996    | Аль-Ансар            | 2:0                  | Аль-Неджмех          |
| 1997    | Аль-Ансар            | 1:0                  | Аль-Неджмех          |
| 1998    | Аль-Ансар            | 4:2                  | Хоменмен (Бейрут)    |
| 1999    | Аль-Ансар            | 2:2 пен. 3:0         | Хоменмен (Бейрут)    |
| 2000    | Аль-Неджмех          | 2:0                  | Шабаб Аль-Сахель     |
| 2001    | турнір не проводився | турнір не проводився | турнір не проводився |
| 2002    | Аль-Неджмех          | 3:3 пен. 4:2         | Аль-Ансар            |
| 2003    | турнір не проводився | турнір не проводився | турнір не проводився |
| 2004    | Аль-Неджмех          | 2:0                  | Аль-Ахед             |
| 2005    | Аль-Ахед             | 2:1                  | Аль-Неджмех          |
| 2006-07 | турнір не проводився | турнір не проводився | турнір не проводився |
| 2008    | Аль-Ахед             | 3:1                  | Аль-Мабарра          |
| 2009    | Аль-Неджмех          | 0:0 пен. 7:6         | Аль-Ахед             |
| 2010    | Аль-Ахед             | 1:0                  | Аль-Ансар            |
| 2011    | Аль-Ахед             | 3:1                  | Сафа                 |
| 2012    | Аль-Ансар            | 1:0                  | Сафа                 |
| 2013    | Сафа                 | 1:0                  | Шабаб Аль-Сахель     |
| 2014    | Аль-Неджмех          | 4:1                  | Салам                |
| 2015    | Аль-Ахед             | 1:0                  | Триполі              |
| 2016    | Аль-Неджмех          | 2:0                  | Сафа                 |
| 2017    | Аль-Ахед             | 2:0                  | Аль-Ансар            |
| 2018    | Аль-Ахед             | 1:0                  | Аль-Неджмех          |
| 2019    | Аль-Ахед             | 2:1                  | Аль-Ансар            |
| 2020    | турнір не проводився | турнір не проводився | турнір не проводився |
| 2021    | Аль-Ансар            | 2:2 пен. 5:4         | Аль-Неджмех          |
| 2022    | турнір не проводився | турнір не проводився | турнір не проводився |
| 2023    | Аль-Неджмех          | 0:0 пен. 4:1         | Аль-Ахед             |
| 2024    | Аль-Неджмех          | 3:1                  | Аль-Ансар            |

## Титули за клубами
| Команда           | Перемоги | Фінали | Роки перемог                                   |
| ----------------- | -------- | ------ | ---------------------------------------------- |
| Аль-Неджмех       | 8        | 5      | 2000, 2002, 2004, 2009, 2014, 2016, 2023, 2024 |
| Аль-Ахед          | 8        | 3      | 2005, 2008, 2010, 2011, 2015, 2017, 2018, 2019 |
| Аль-Ансар         | 6        | 5      | 1996, 1997, 1998, 1999, 2012, 2021             |
| Сафа              | 1        | 3      | 2013                                           |
| Хоменмен (Бейрут) | -        | 2      | -                                              |
| Шабаб Аль-Сахель  | -        | 2      | -                                              |
| Аль-Мабарра       | -        | 1      | -                                              |
| Салам             | -        | 1      | -                                              |
| Триполі           | -        | 1      | -                                              |